# Yotteco
Yotteco（よってこ）は、埼玉県大里郡寄居町寄居にある駅前拠点施設。
付近に位置する、賑わい創出交流広場「YORIBA」と合わせ、寄居駅南口駅前拠点を構成する。

## 解説
2018年に認定された「寄居町中心市街地活性化基本計画」に基づき、「集客と回遊性の向上」「立ち寄り場所・機会の充実」「住まい手・担い手づくり」を目指し、「駅前広場整備」及び「駅前拠点整備」が明記、整備されてきた。
2023年4月29日に開業し、イベントや会議などに利用されている。

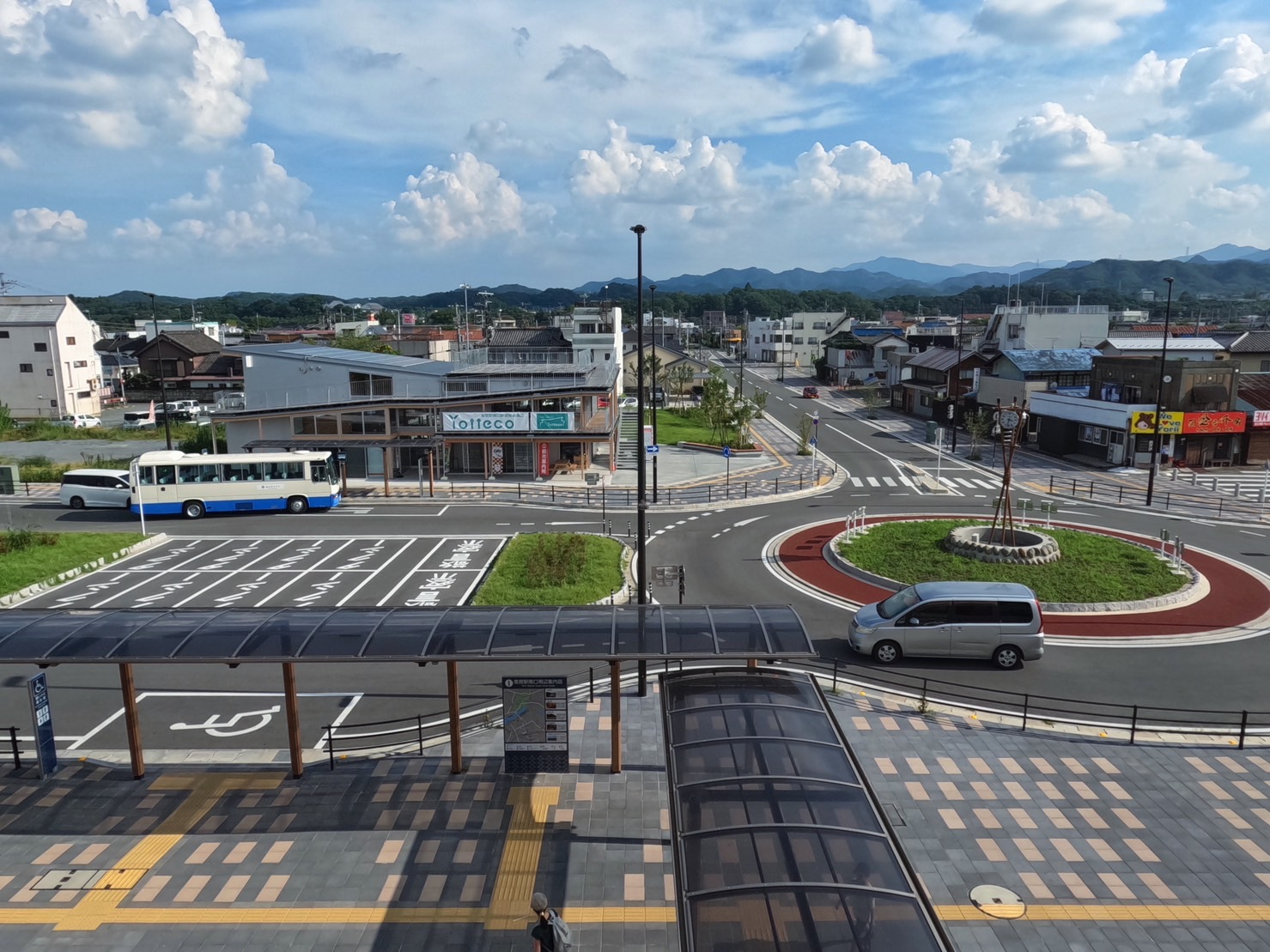
寄居駅自由通路から見える「Yotteco」

## 沿革
- 2018年（平成30年） - 当施設の整備を含む、寄居町中心市街地活性化基本計画が内閣総理大臣認定される。
- 2022年（令和4年）7月4日 - 都市計画道路中央通り線及び、駅前広場ロータリーが完成[5]。
- 2022年（令和4年）8月 - 拠点施設と広場の愛称が「Yotteco（ヨッテコ）」と「YORIBA（ヨリバ）」に決まる[6]。
- 2023年（令和5年）4月29日 - 開業。
- 2023年（令和5年）10月 - 2023年度 グッドデザイン賞 受賞。

## 施設
1階
- 総合案内 - 観光案内及び、移住定住相談を行う。
- 物販スペース - 農産物や土産物、飲料などを販売する。
- 休憩スペース - 駅前ロータリーに面しており、迎えやバスの待合として利用可能。

2階
- 多目的スペース - 2つの多目的スペースを備えており、イベントや展示に利用可能。イベント時以外は、コワーキングスペースや学習スペースとしても利用可能。「Yotteco」2階 外通路

R階

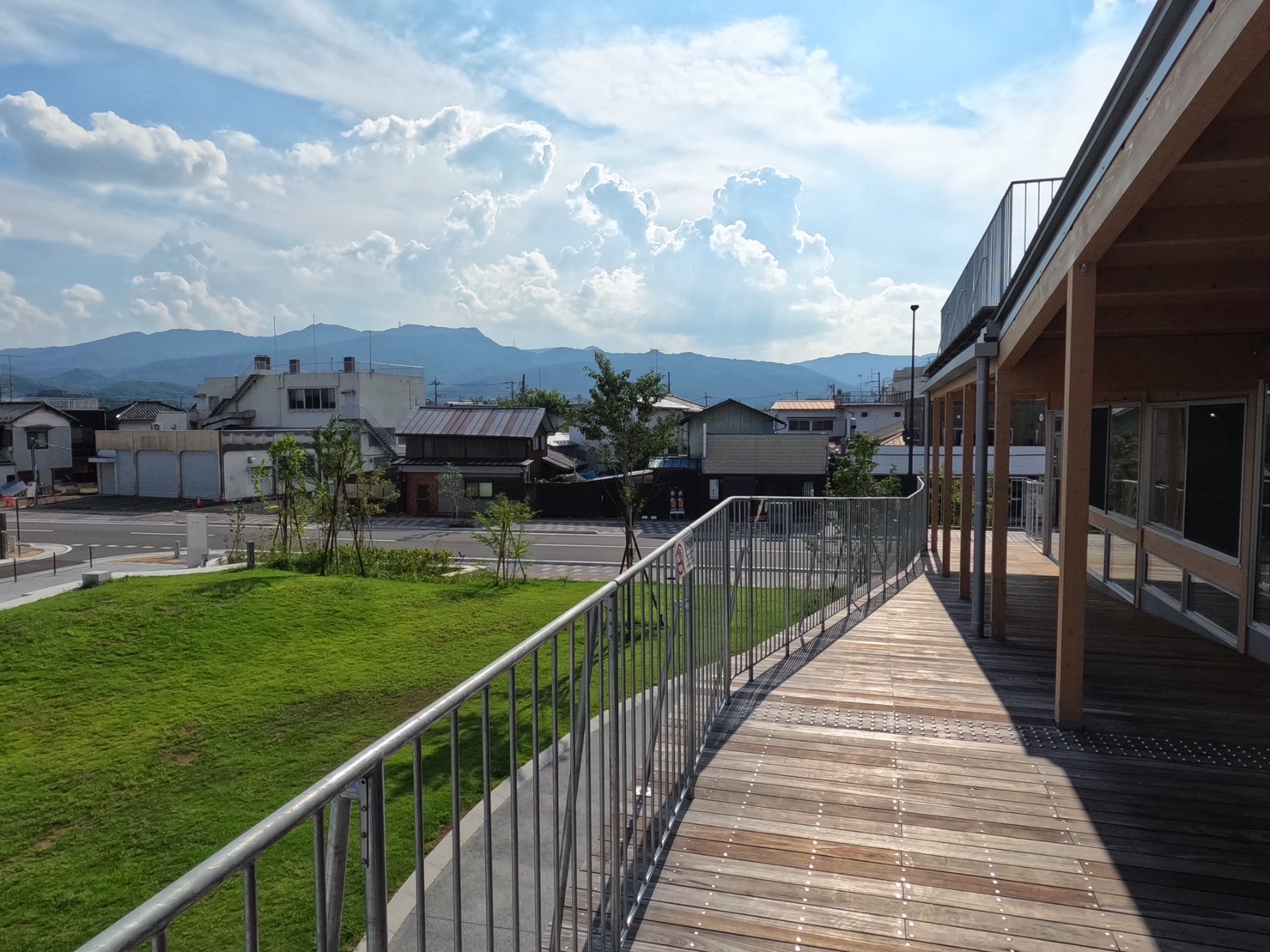
「Yotteco」2階 外通路

- 展望デッキ - 寄居町中心部の街並みや山並みを楽しむことができる展望デッキ。「Yotteco」R階 展望デッキ

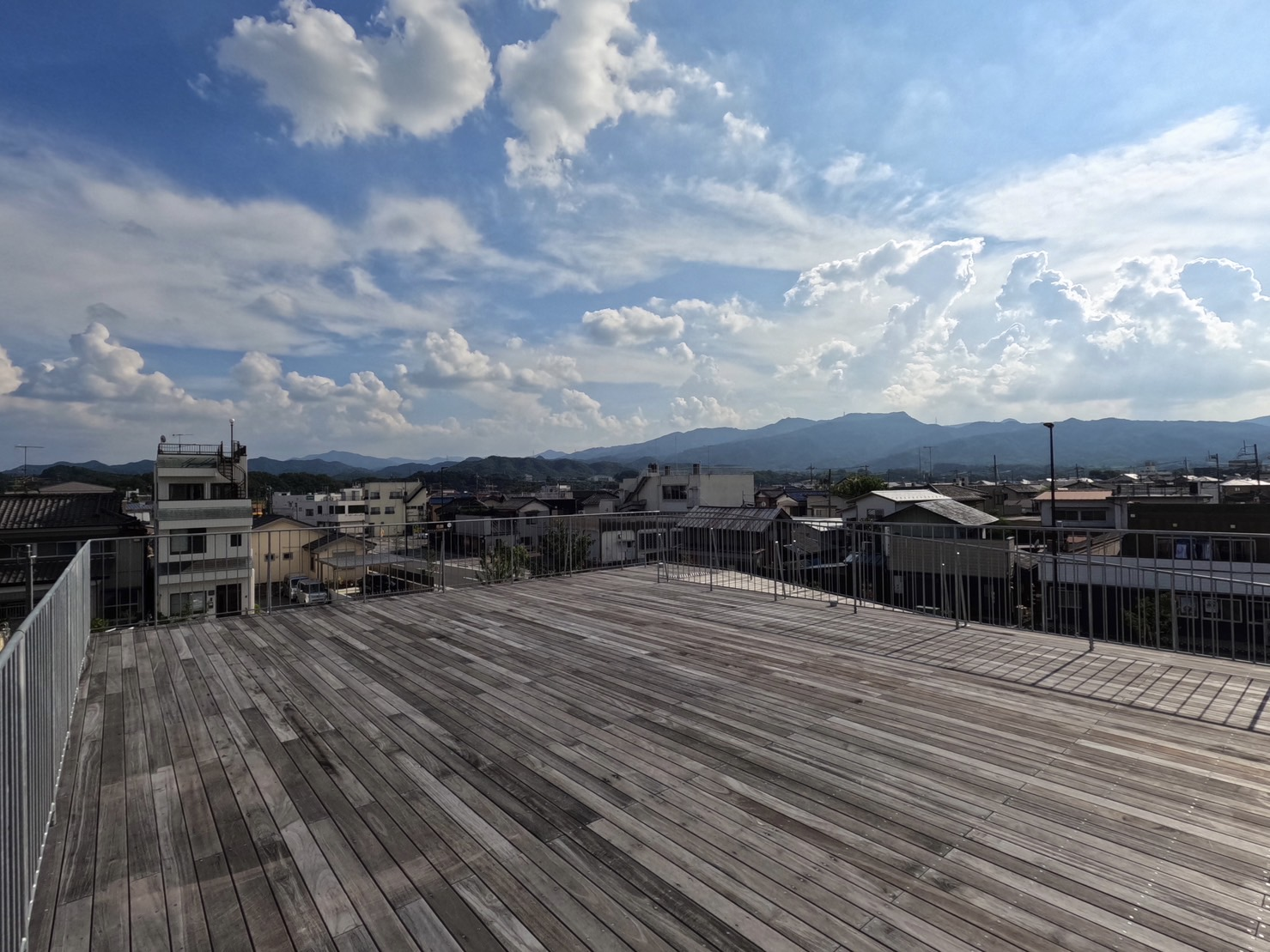
「Yotteco」R階 展望デッキ

## 賑わい創出交流広場「YORIBA」
- Yottecoの南側およそ120mほどの場所に整備された広場。
- Yottecoと併せ、地域の憩いの場としての利用が想定されており、防災井戸やマンホールトイレなどの防災機能も備える。